# Basketball-Südamerikameisterschaft der Damen 2008
Die Basketball-Südamerikameisterschaft der Damen 2008, die 31. Basketball-Südamerikameisterschaft der Damen, fand zwischen dem 24. und 29. Mai 2008 in Loja, Ecuador statt, das zum vierten Mal die Meisterschaft ausrichtete. Gewinner war die Mannschaft Brasiliens, die ungeschlagen zum 22. Mal, zum zwölften Mal in Folge, die Südamerikameisterschaft der Damen erringen konnte.

## Teilnehmende Mannschaften
Argentinien
| Position | #  | Name                             | Größe (m) | Geburtsdatum |
| -------- | -- | -------------------------------- | --------- | ------------ |
|          | 4  | Marina Cava                      | 1,68      | 24.10.1985   |
| SG       | 5  | Veronica Soberon                 | 1,78      | 14.04.1977   |
| F        | 6  | Sthefany Thomas                  | 1,75      | 04.05.1989   |
| PF       | 7  | Melisa Cejas                     | 1,86      | 26.10.1984   |
| G        | 8  | Sandra Carolina Pavon            | 1,79      | 01.06.1985   |
| C        | 9  | Maria Gimena Landra              | 1,88      | 29.09.1983   |
| SF       | 10 | Paula Gatti                      | 1,72      | 01.09.1978   |
| PG       | 11 | Marcela Paoletta                 | 1,69      | 18.01.1979   |
| C        | 12 | Maria Alejandra Fernandez        | 1,86      | 25.01.1976   |
| C        | 13 | Constanza Maria Landra           | 1,88      | 29.04.1982   |
|          | 14 | Carolina Andrea Sanchez Valencia |           | 29.05.1981   |
| C        | 15 | Florencia Fernandez              | 1,87      | 16.04.1986   |

 Brasilien

| Position | #  | Name                              | Größe (m) | Geburtsdatum |
| -------- | -- | --------------------------------- | --------- | ------------ |
| PG       | 4  | Natalia Burian                    | 1,62      | 20.06.1984   |
| G        | 5  | Karla Cristina Martins da Costa   | 1,75      | 25.09.1978   |
| F        | 6  | Karen Gustavo                     | 1,83      | 04.03.1984   |
| SF       | 7  | Micaela Jacintho                  | 1,82      | 12.06.1979   |
| SF       | 8  | Jaqueline Silvestre               | 1,78      | 17.02.1986   |
| PG       | 9  | Claudia Maria Neves               | 1,70      | 17.02.1975   |
| C        | 10 | Jucimara Dantas                   | 1,90      | 04.02.1978   |
|          | 11 | Soeli Garvao Zakrzeski            | 1,87      | 12.11.1977   |
| F        | 12 | Patricia de Oliveira Ferreira     | 1,79      | 21.03.1979   |
| C        | 13 | Karina da Silva Jabob             | 1,87      | 24.05.1985   |
| C        | 14 | Franciele Aparecida do Nascimento | 1,88      | 19.10.1987   |
| PF/C     | 15 | Tatiana Castro Conceicao          | 1,85      | 15.10.1981   |

 Chile

| Position | #  | Name                                            | Größe (m) | Geburtsdatum |
| -------- | -- | ----------------------------------------------- | --------- | ------------ |
|          | 4  | Massiel Andrea Mondaca Pizarro                  | 1,73      | 02.10.1983   |
| SG       | 5  | Catalina Pamela Alexandra de la Quintana Correa | 1,72      | 13.05.1988   |
| PG       | 6  | Javiera Novion                                  | 1,70      | 14.05.1987   |
| SF       | 7  | Leslie Rahmer                                   | 1,75      | 30.06.1984   |
|          | 8  | Claudia Galaz Pinto                             |           | 03.06.1988   |
|          | 9  | Fabiola Pardo Torres                            | 1,65      | 21.10.1976   |
| SG       | 10 | Valentina Aragonese                             | 1,68      | 30.01.1979   |
| C        | 11 | Paola Lorena Naranjo Postigo                    | 1,83      | 19.01.1978   |
| C        | 12 | Ziomara Esket Morrison Jara                     | 1,95      | 15.02.1989   |
| C        | 13 | Tatiana Gomez                                   | 1,90      | 31.12.1981   |
| SF       | 14 | Daniela Troncoso                                | 1,78      | 25.12.1987   |
|          | 15 | Mary Paz Cerda                                  |           | 25.01.1980   |

 Ecuador

| Position | #  | Name                          | Größe (m) | Geburtsdatum |
| -------- | -- | ----------------------------- | --------- | ------------ |
| PG       | 4  | Tatiana Leonor Patiño Torres  | 1,64      | 23.08.1990   |
|          | 5  | Diana Alexandra Gomez Garcia  |           | 26.02.1977   |
|          | 6  | Maria Cristina Sandoval Nuñez |           | 27.03.1985   |
|          | 7  | Alina Paula Galefski Pastene  |           | 03.05.1981   |
|          | 8  | Veronica Caceres Chosipanta   |           | 03.10.1980   |
|          | 9  | Maria M. Tobar Miranda        |           | 01.08.1971   |
|          | 10 | Maria Gabriela Egas Darquea   |           | 10.04.1983   |
|          | 11 | Diana Carolina Egas Darquea   |           | 20.12.1987   |
|          | 12 | Evelyn Susana Jara Jara       |           | 07.10.1980   |
|          | 13 | Maria Lorena Espinoza Pineda  |           | 18.08.1983   |
| G        | 14 | Edith Noblecilla              | 1,68      | 05.04.1990   |
| C        | 15 | Andrea Carolina Muñoz Saltos  | 1,82      | 11.05.1990   |

 Kolumbien

| Position | #  | Name                              | Größe (m) | Geburtsdatum |
| -------- | -- | --------------------------------- | --------- | ------------ |
|          | 4  | Ana Mendoza                       |           | 27.06.1991   |
|          | 5  | Sandra Milena Osorio Baena        |           | 29.06.1981   |
| SF       | 6  | Elisa Garcia Carvajal             | 1,80      | 10.08.1990   |
| C        | 7  | Narlyn Tathiana Mosquera Cordoba  | 1,97      | 15.12.1989   |
| C        | 8  | Carolina Quinchia Restrepo        | 1,81      | 21.06.1984   |
| PG       | 9  | Nancy Edilma Mesa Londoño         | 1,63      | 03.12.1981   |
|          | 10 | Luisa Fernanda Atehortua Restrepo |           | 02.07.1987   |
|          | 11 | Daniela Andrea Palacio Yepes      |           | 23.11.1988   |
|          | 12 | Laura Marcela Estrada Lopez       |           | 30.07.1983   |
| PG       | 14 | Sara Isabel Olarte Herrera        | 1,75      | 19.01.1990   |
|          | 15 | Elena Maria Diaz Lopez            |           | 18.04.1983   |

 Venezuela
| Position | #  | Name                              | Größe (m) | Geburtsdatum |
| -------- | -- | --------------------------------- | --------- | ------------ |
| F        | 4  | Maria Felix Requena Acevedo       | 1,66      | 16.03.1990   |
| G        | 5  | Roselis Carolina Silva Serrano    | 1,65      | 01.08.1991   |
| C        | 6  | Yosimar Corrales                  | 1,80      | 05.02.1990   |
|          | 7  | María Graciela Cabrices Padilla   |           | 10.07.1990   |
| PF       | 8  | Ivaney Marquez                    | 1,79      | 17.03.1983   |
| F        | 9  | Jofranny Anakarelis Guerra Guzman | 1,71      | 06.07.1988   |
|          | 10 | Kiancy Daniela Barragan Coronado  |           | 03.05.1990   |
|          | 11 | Jesy Castillo                     |           | 19.09.1982   |
| F        | 12 | Cleyder Oderlin Blanco Pinango    | 1,83      | 12.01.1990   |
|          | 13 | Endrina Desired Bolívar Morillo   |           | 11.11.1990   |
| G/F      | 14 | Ofelia Maria Villarroel Caraballo | 1,78      | 03.12.1978   |
|          | 15 | Veronica Hernandez                |           | 25.03.1988   |

## Schiedsrichter
Marcelo Oscar Latorre

 Flavio Ernesto Zavala Baldeon

 Jose Hernan Melgarejo Pinto

 Juan Enrique Silva Pizarro

 Gabriel Chiel Baum Spalter

## Modus
In der Vorrunde spielten alle Teams in einer Gruppe jeweils einmal gegeneinander. Die beiden bestplatzierten Mannschaften qualifizierten sich für das Finale und spielten dort den Basketball-Südamerikameister aus. Die Mannschaften auf den Plätzen drei und vier der Gruppe zogen in das Spiel um Platz drei ein.

## Ergebnisse

### Vorrunde
Gruppe A
| Platzierung | Mannschaft  | Punkte | G | V | Körbe   | Diff |
| ----------- | ----------- | ------ | - | - | ------- | ---- |
| 1           | Brasilien   | 10     | 5 | 0 | 469:257 | +212 |
| 2           | Argentinien | 9      | 4 | 1 | 457:302 | +155 |
| 3           | Venezuela   | 8      | 3 | 2 | 377:444 | −67  |
| 4           | Chile       | 7      | 2 | 3 | 364:409 | −45  |
| 5           | Kolumbien   | 6      | 1 | 4 | 275:399 | −124 |
| 6           | Ecuador     | 5      | 0 | 5 | 290:421 | −131 |

| 24. Mai 16:30 | Report | Kolumbien                                                                   | 62 – 70 | Venezuela                                                          |  |
| 24. Mai 16:30 | Report | Punkte pro Viertel: 18 : 16, 14 : 16, 14 : 16, 16 : 22                      |         |                                                                    |  |
| 24. Mai 16:30 | Report | Punkte: E. Garcia 24 Rebounds: N. Mosquera 12 Assists: N. Mesa, E. Garcia 2 |         | Punkte: O. Villarroel 16 Rebounds: C. Blanco 8 Assists: R. Silva 5 |  |
| 24. Mai 16:30 | Report |                                                                             |         |                                                                    |  |

| 24. Mai 18:30 | Report | Chile                                                                     | 63 – 95 | Argentinien                                                      |  |
| 24. Mai 18:30 | Report | Punkte pro Viertel: 10 : 28, 18 : 16, 13 : 18, 22 : 33                    |         |                                                                  |  |
| 24. Mai 18:30 | Report | Punkte: P. Naranjo 17 Rebounds: T. Gomez 5 Assists: L. Rahmer, F. Pardo 2 |         | Punkte: S. Thomas 22 Rebounds: C. Landra 7 Assists: C. Sanchez 6 |  |
| 24. Mai 18:30 | Report |                                                                           |         |                                                                  |  |

| 24. Mai 21:00 | Report | Ecuador                                                                                   | 48 – 90 | Brasilien                                                                            |  |
| 24. Mai 21:00 | Report | Punkte pro Viertel: 12 : 15, 10 : 24, 15 : 27, 11 : 24                                    |         |                                                                                      |  |
| 24. Mai 21:00 | Report | Punkte: M. Tobar, M. Espinoza 14 Rebounds: M. Espinoza 7 Assists: A. Galefski, M. Tobar 2 |         | Punkte: M. Jacintho 17 Rebounds: F. do Nascimento 7 Assists: S. Garvao, K. Martins 5 |  |
| 24. Mai 21:00 | Report |                                                                                           |         |                                                                                      |  |

| 25. Mai 14:30 | Report | Chile                                                          | 92 – 101 | Venezuela                                                                       |  |
| 25. Mai 14:30 | Report | Punkte pro Viertel: 21 : 26, 18 : 16, 23 : 29, 30 : 30         |          |                                                                                 |  |
| 25. Mai 14:30 | Report | Punkte: T. Gomez 34 Rebounds: T. Gomez 8 Assists: M. Mondaca 6 |          | Punkte: O. Villarroel 31 Rebounds: J. Castillo, C. Blanco 4 Assists: R. Silva 7 |  |
| 25. Mai 14:30 | Report |                                                                |          |                                                                                 |  |

| 25. Mai 18:30 | Report | Kolumbien                                                                 | 47 – 100 | Brasilien                                                                               |  |
| 25. Mai 18:30 | Report | Punkte pro Viertel: 15 : 21, 7 : 19, 13 : 33, 12 : 27                     |          |                                                                                         |  |
| 25. Mai 18:30 | Report | Punkte: N. Mesa 10 Rebounds: L. Atehortua 11 Assists: vier Spielerinnen 1 |          | Punkte: S. Garvao 18 Rebounds: P. de Oliveira, F. do Nascimento 5 Assists: N. Burian 10 |  |
| 25. Mai 18:30 | Report |                                                                           |          |                                                                                         |  |

| 25. Mai 20:30 | Report | Ecuador                                                        | 46 – 98 | Argentinien                                                        |  |
| 25. Mai 20:30 | Report | Punkte pro Viertel: 11 : 30, 5 : 10, 17 : 26, 13 : 32          |         |                                                                    |  |
| 25. Mai 20:30 | Report | Punkte: E. Jara 14 Rebounds: M. Espinoza 5 Assists: M. Tobar 5 |         | Punkte: S. Thomas 16 Rebounds: F. Fernandez 10 Assists: S. Pavon 5 |  |
| 25. Mai 20:30 | Report |                                                                |         |                                                                    |  |

| 26. Mai 14:30 | Report | Kolumbien                                                     | 56 – 77 | Chile                                                                       |  |
| 26. Mai 14:30 | Report | Punkte pro Viertel: 13 : 22, 15 : 22, 15 : 8, 13 : 25         |         |                                                                             |  |
| 26. Mai 14:30 | Report | Punkte: E. Diaz 19 Rebounds: N. Mosquera 9 Assists: N. Mesa 2 |         | Punkte: V. Aragonese 22 Rebounds: P. Naranjo 9 Assists: C. de la Quintana 6 |  |
| 26. Mai 14:30 | Report |                                                               |         |                                                                             |  |

| 26. Mai 18:30 | Report | Argentinien                                                        | 67 – 73 | Brasilien                                                            |  |
| 26. Mai 18:30 | Report | Punkte pro Viertel: 28 : 19, 10 : 26, 14 : 18, 15 : 10             |         |                                                                      |  |
| 26. Mai 18:30 | Report | Punkte: C. Sanchez 17 Rebounds: C. Landra 8 Assists: M. Paoletta 5 |         | Punkte: P. de Oliveira 16 Rebounds: S. Garvao 9 Assists: N. Burian 4 |  |
| 26. Mai 18:30 | Report |                                                                    |         |                                                                      |  |

| 26. Mai 20:30 | Report | Ecuador                                                                      | 76 – 89 | Venezuela                                                                   |  |
| 26. Mai 20:30 | Report | Punkte pro Viertel: 11 : 23, 20 : 15, 22 : 33, 23 : 18                       |         |                                                                             |  |
| 26. Mai 20:30 | Report | Punkte: M. Tobar 19 Rebounds: M. Espinoza 5 Assists: M. Sandoval, M. Tobar 2 |         | Punkte: C. Blanco 28 Rebounds: C. Blanco 11 Assists: R. Silva, M. Requena 5 |  |
| 26. Mai 20:30 | Report |                                                                              |         |                                                                             |  |

| 27. Mai 16:30 | Report | Kolumbien                                                                  | 43 – 89 | Argentinien                                                       |  |
| 27. Mai 16:30 | Report | Punkte pro Viertel: 7 : 28, 14 : 27, 11 : 14, 11 : 20                      |         |                                                                   |  |
| 27. Mai 16:30 | Report | Punkte: E. Diaz 11 Rebounds: S. Osorio 12 Assists: S. Olarte, L. Estrada 2 |         | Punkte: S. Thomas 12 Rebounds: M. Landra 5 Assists: M. Paoletta 6 |  |
| 27. Mai 16:30 | Report |                                                                            |         |                                                                   |  |

| 27. Mai 18:30 | Report | Venezuela                                                                | 40 – 106 | Brasilien                                                        |  |
| 27. Mai 18:30 | Report | Punkte pro Viertel: 7 : 23, 6 : 30, 11 : 28, 16 : 25                     |          |                                                                  |  |
| 27. Mai 18:30 | Report | Punkte: C. Blanco 12 Rebounds: C. Blanco 13 Assists: vier Spielerinnen 1 |          | Punkte: K. Martins 22 Rebounds: S. Garvao 8 Assists: N. Burian 5 |  |
| 27. Mai 18:30 | Report |                                                                          |          |                                                                  |  |

| 27. Mai 20:30 | Report | Ecuador                                                        | 57 – 77 | Chile                                                                   |  |
| 27. Mai 20:30 | Report | Punkte pro Viertel: 15 : 22, 13 : 19, 16 : 20, 13 : 16         |         |                                                                         |  |
| 27. Mai 20:30 | Report | Punkte: M. Espinoza 14 Rebounds: A. Muñoz 4 Assists: E. Jara 3 |         | Punkte: T. Gomez 23 Rebounds: P. Naranjo 9 Assists: C. de la Quintana 5 |  |
| 27. Mai 20:30 | Report |                                                                |         |                                                                         |  |

| 28. Mai 16:30 | Report | Venezuela                                                       | 77 – 108 | Argentinien                                                                 |  |
| 28. Mai 16:30 | Report | Punkte pro Viertel: 23 : 31, 21 : 25, 12 : 31, 21 : 21          |          |                                                                             |  |
| 28. Mai 16:30 | Report | Punkte: R. Silva 20 Rebounds: C. Blanco 9 Assists: M. Requena 3 |          | Punkte: C. Sanchez 21 Rebounds: V. Soberon, M. Landra 5 Assists: S. Pavon 8 |  |
| 28. Mai 16:30 | Report |                                                                 |          |                                                                             |  |

| 28. Mai 18:30 | Report | Brasilien                                                        | 100 – 55 | Chile                                                                      |  |
| 28. Mai 18:30 | Report | Punkte pro Viertel: 22 : 16, 28 : 10, 21 : 19, 29 : 10           |          |                                                                            |  |
| 28. Mai 18:30 | Report | Punkte: K. Martins 23 Rebounds: T. Castro 8 Assists: S. Garvao 7 |          | Punkte: Z. Morrison 16 Rebounds: P. Naranjo 5 Assists: vier Spielerinnen 2 |  |
| 28. Mai 18:30 | Report |                                                                  |          |                                                                            |  |

| 28. Mai 20:30 | Report | Ecuador                                                     | 63 – 67 | Kolumbien                                                                |  |
| 28. Mai 20:30 | Report | Punkte pro Viertel: 16 : 18, 14 : 14, 17 : 16, 16 : 19      |         |                                                                          |  |
| 28. Mai 20:30 | Report | Punkte: E. Jara 16 Rebounds: D. Egas 6 Assists: T. Patiño 4 |         | Punkte: N. Mesa, E. Diaz 13 Rebounds: L. Atehortua 11 Assists: E. Diaz 4 |  |
| 28. Mai 20:30 | Report |                                                             |         |                                                                          |  |

### Spiel um Platz drei
| 29. Mai 18:30 | Report | Venezuela                                                         | 72 – 91 | Chile                                                               | Schiedsrichter: Marcelo Oscar Latorre, Jose Hernan Melgarejo Pinto |
| 29. Mai 18:30 | Report | Punkte pro Viertel: 24 : 17, 15 : 28, 18 : 23, 15 : 23            |         |                                                                     | Schiedsrichter: Marcelo Oscar Latorre, Jose Hernan Melgarejo Pinto |
| 29. Mai 18:30 | Report | Punkte: C. Blanco 18 Rebounds: C. Blanco 12 Assists: I. Marquez 4 |         | Punkte: T. Gomez 31 Rebounds: Z. Morrison 9 Assists: V. Aragonese 9 | Schiedsrichter: Marcelo Oscar Latorre, Jose Hernan Melgarejo Pinto |
| 29. Mai 18:30 | Report |                                                                   |         |                                                                     | Schiedsrichter: Marcelo Oscar Latorre, Jose Hernan Melgarejo Pinto |

### Finale
| 29. Mai 20:30 | Report | Brasilien                                                       | 84 – 67 | Argentinien                                                            | Schiedsrichter: Gabriel Chiel Baum Spalter, Juan Enrique Silva Pizarro, Flavio Ernesto Zavala Baldeon |
| 29. Mai 20:30 | Report | Punkte pro Viertel: 16 : 19, 27 : 7, 22 : 22, 19 : 19           |         |                                                                        | Schiedsrichter: Gabriel Chiel Baum Spalter, Juan Enrique Silva Pizarro, Flavio Ernesto Zavala Baldeon |
| 29. Mai 20:30 | Report | Punkte: K. Martins 20 Rebounds: S. Garvao 6 Assists: C. Neves 6 |         | Punkte: F. Fernandez 23 Rebounds: F. Fernandez 6 Assists: C. Sanchez 4 | Schiedsrichter: Gabriel Chiel Baum Spalter, Juan Enrique Silva Pizarro, Flavio Ernesto Zavala Baldeon |
| 29. Mai 20:30 | Report |                                                                 |         |                                                                        | Schiedsrichter: Gabriel Chiel Baum Spalter, Juan Enrique Silva Pizarro, Flavio Ernesto Zavala Baldeon |

| Brasilien                       |
| Meister Brasilien               |
| Zweiundzwanzigste Meisterschaft |

## Individuelle Statistiken

### Punkte
| Gesamt | Gesamt               | Gesamt | pro Spiel | pro Spiel            | pro Spiel    |
| Platz  | Name                 | Anzahl | Platz     | Name                 | Durchschnitt |
| ------ | -------------------- | ------ | --------- | -------------------- | ------------ |
| 1      | Tatiana Gomez        | 121    | 1         | Tatiana Gomez        | 20,2         |
| 2      | Cleyder Blanco       | 95     | 2         | Cleyder Blanco       | 15,8         |
| 3      | Carolina Sanchez     | 91     | 3         | Carolina Sanchez     | 15,2         |
|        | Karla Martins        | 91     |           | Karla Martins        | 15,2         |
| 4      | Patricia de Oliveira | 82     | 4         | Patricia de Oliveira | 13,7         |

### Rebounds
| Gesamt | Gesamt          | Gesamt | pro Spiel | pro Spiel       | pro Spiel    |
| Platz  | Name            | Anzahl | Platz     | Name            | Durchschnitt |
| ------ | --------------- | ------ | --------- | --------------- | ------------ |
| 1      | Cleyder Blanco  | 57     | 1         | Cleyder Blanco  | 9,5          |
| 2      | Paola Naranjo   | 38     | 2         | Paola Naranjo   | 6,3          |
| 3      | Soeli Garvao    | 33     | 3         | Narlyn Mosquera | 6,2          |
| 4      | Tatiana Gomez   | 32     | 4         | Luisa Atehortua | 5,8          |
| 5      | Narlyn Mosquera | 31     | 5         | Elena Diaz      | 5,6          |

### Assists
| Gesamt | Gesamt           | Gesamt | pro Spiel | pro Spiel        | pro Spiel    |
| Platz  | Name             | Anzahl | Platz     | Name             | Durchschnitt |
| ------ | ---------------- | ------ | --------- | ---------------- | ------------ |
| 1      | Natalia Burian   | 31     | 1         | Natalia Burian   | 5,2          |
| 2      | Marcela Paoletta | 28     | 2         | Marcela Paoletta | 4,7          |
| 3      | Soeli Garvao     | 26     | 3         | Soeli Garvao     | 4,3          |
| 4      | Roselis Silva    | 20     | 4         | Roselis Silva    | 3,3          |
| 5      | Sandra Pavon     | 19     | 5         | Sandra Pavon     | 3,2          |

### Steals
| Gesamt | Gesamt           | Gesamt | pro Spiel | pro Spiel        | pro Spiel    |
| Platz  | Name             | Anzahl | Platz     | Name             | Durchschnitt |
| ------ | ---------------- | ------ | --------- | ---------------- | ------------ |
| 1      | Natalia Burian   | 24     | 1         | Elena Diaz       | 4,2          |
|        | Maria Landra     | 24     | 2         | Natalia Burian   | 4,0          |
| 2      | Elena Diaz       | 21     |           | Maria Landra     | 4,0          |
| 3      | Karla Martins    | 19     | 3         | Karla Martins    | 3,2          |
|        | Marcela Paoletta | 19     |           | Marcela Paoletta | 3,2          |

### Blocks
| Gesamt | Gesamt              | Gesamt | pro Spiel | pro Spiel           | pro Spiel    |
| Platz  | Name                | Anzahl | Platz     | Name                | Durchschnitt |
| ------ | ------------------- | ------ | --------- | ------------------- | ------------ |
| 1      | Tatiana Gomez       | 8      | 1         | Tatiana Gomez       | 1,3          |
|        | Karla Martins       | 8      |           | Karla Martins       | 1,3          |
| 2      | Maria Egas          | 6      | 2         | Maria Egas          | 1,2          |
|        | Karina da Silva     | 6      | 3         | Karina da Silva     | 1,0          |
|        | Florencia Fernandez | 6      |           | Florencia Fernandez | 1,0          |

## Abschlussplatzierung
| Rang | Mannschaft  |
| ---- | ----------- |
| 1    | Brasilien   |
| 2    | Argentinien |
| 3    | Chile       |
| 4    | Kolumbien   |
| 5    | Ecuador     |
| 6    | Venezuela   |